# Summit (South Dakota)
Summit is een plaats (town) in de Amerikaanse staat South Dakota, en valt bestuurlijk gezien onder Roberts County.

## Demografie
Bij de volkstelling in 2000 werd het aantal inwoners vastgesteld op 281.
In 2006 is het aantal inwoners door het United States Census Bureau geschat op 270, een daling van 11 (-3,9%).

## Geografie
Volgens het United States Census Bureau beslaat de plaats een oppervlakte van
1,0 km², geheel bestaande uit land. Summit ligt op ongeveer 614 m boven zeeniveau.

## Plaatsen in de nabije omgeving
De onderstaande figuur toont nabijgelegen plaatsen in een straal van 24 km rond Summit.